# Dálnice 90 (Izrael)

Izraelský symbol pro dálnici 90

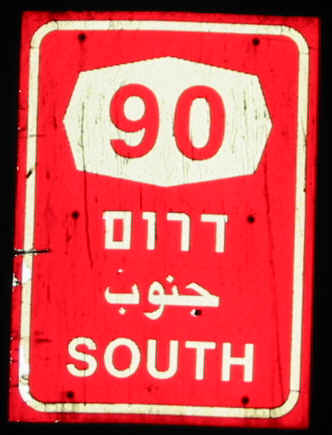
Značka z dálnice 90

Dálnice 90 (hebrejsky: כביש 90‎, Kviš 90, v úseku podél Jordánského údolí, též nazývána „Gándhího silnice“ – hebrejsky: דרך גנדי‎ – Derech Gándí podle přezdívky zavražděného izraelského politika Rechav'ama Ze'eviho) je nejdelší dálnice v Izraeli. Měří zhruba 480 km a táhne se od Metuly, při severní hranici s Libanonem, podél západní části Galilejského jezera, přes Jordánské údolí, podél západního břehu Mrtvého moře (což z ní činí nejníže položenou dálnici na světě), přes údolí Vádí al-Araba, až po přístav Ejlat u Rudého moře. Silnice prochází Západním břehem a míjí město Jericho, ale nezasahuje do území kontrolovaných Palestinskou autonomií.

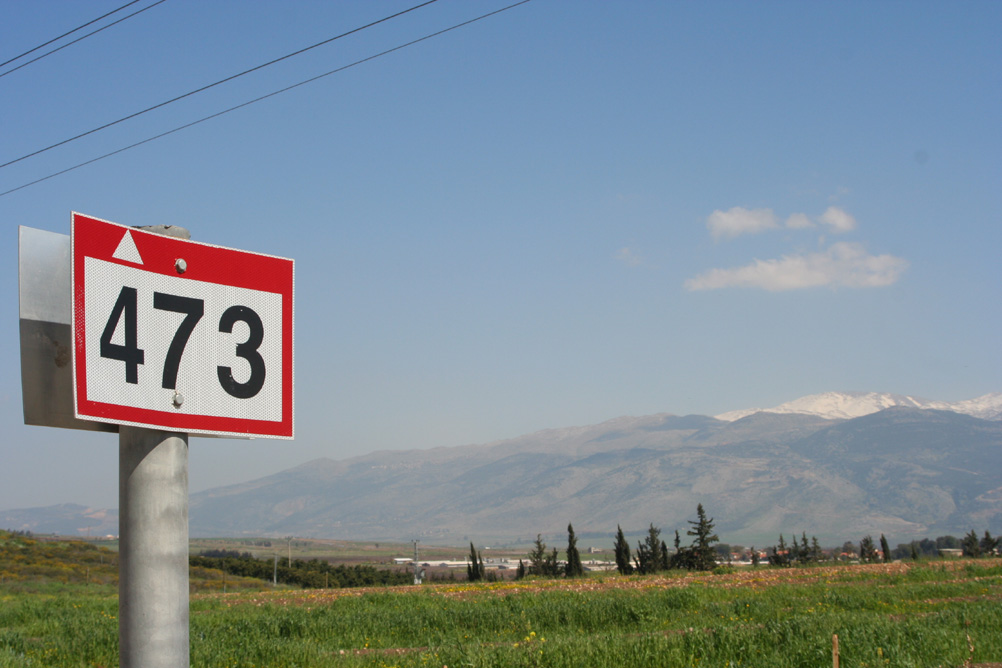
dálnice poblíž Kfar Gil'adi, v Chulském údolí pod horou Hermon
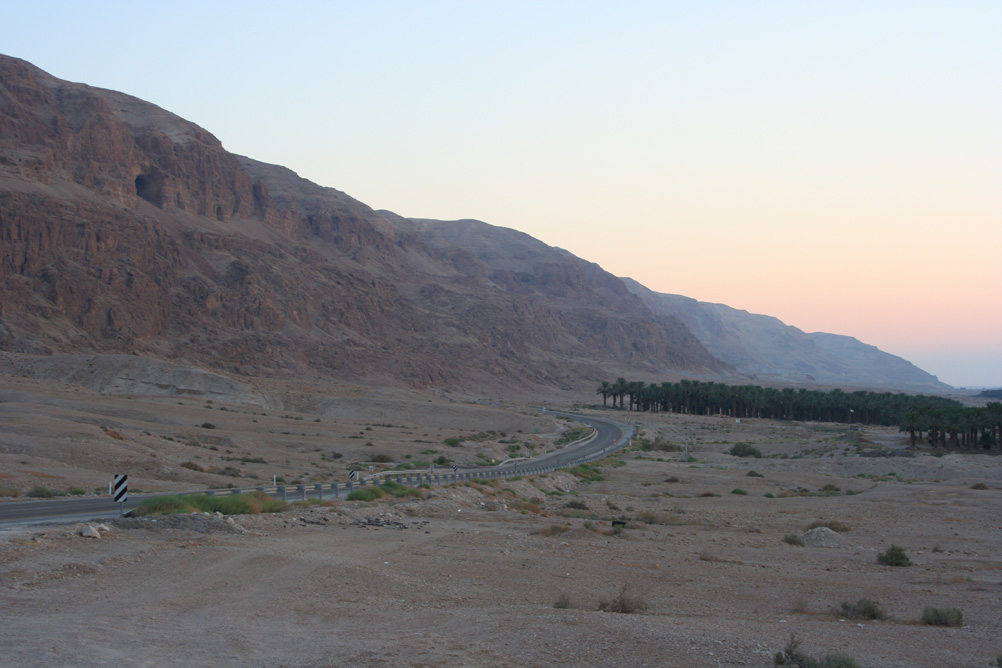
dálnice podél Mrtvého moře
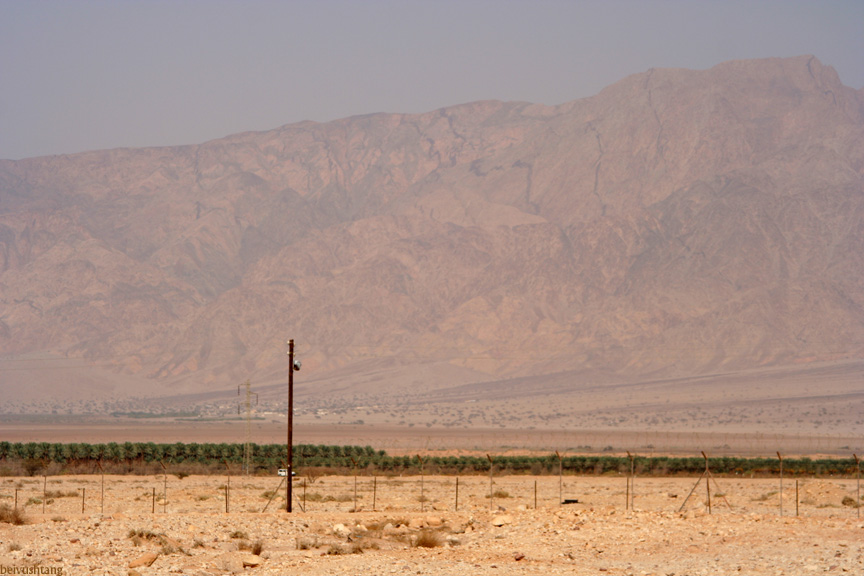
dálnice v údolí al-Araba, severně od Ejlatu

## Trasa silnice
| km                                                             | jméno                       | lokalita                      | křížení                                                                         |
| -------------------------------------------------------------- | --------------------------- | ----------------------------- | ------------------------------------------------------------------------------- |
| Úsek Ejlat-Vádí al-Araba (od jihu k severu)                    |                             |                               |                                                                                 |
| 0                                                              | hraniční přechod Taba       | Ejlat (Izrael) – Taba (Egypt) | průjezd do Egypta                                                               |
| 0,5                                                            | Ejlat                       | Ejlat                         | příjezd k hotelu Princess                                                       |
| 2                                                              | Ejlat                       | Ejlat                         | příjezd k podmořské observatoři                                                 |
| 3,2                                                            | ulice Izmargat              | Ejlat                         | příjezd k plážím                                                                |
| 3,9                                                            | křižovatka bez názvu        | Nachal Šlomo                  | příjezd do vádí                                                                 |
| 6,1                                                            | Nachal Ejlat                | Nachal Ejlat                  | příjezd k Nachal Ejlat                                                          |
| 6,35                                                           | Nachal Ejlat                | Nachal Ejlat                  | příjezd k Nachal Ejlat                                                          |
| 7,7                                                            | Ejlat                       | Ejlat                         | ulice Sderot ha-Argaman                                                         |
| 8,2                                                            | Ejlat                       | Ejlat                         | , pláž, turistické centrum města                                                |
| 10,5                                                           | Ejlat                       | Ejlat                         | ulice Sderot Šešet ha-Jamim                                                     |
| 11,5                                                           | křižovatka bez názvu        | Ejlot                         | vjezd do obce Ejlot                                                             |
| 12                                                             | křižovatka Ejlot            | Ejlot                         | vjezd do obce Ejlot, příjezd k Hraničnímu přechodu Arava                        |
|                                                                | křižovatka bez názvu        | ha-Solelim                    | vjezd do ha-Solelim                                                             |
| 27                                                             | křižovatka bez názvu        | Be'er Ora                     | vjezd do Be'er Ora                                                              |
| 33                                                             | křižovatka bez názvu        | údolí Timna                   | vjezd do údolí Timna                                                            |
| 36                                                             | křižovatka Bik'at Timna     | Elifaz                        | vjezd do obce Elifaz a do údolí Timna                                           |
| 41                                                             | křižovatka bez názvu        | Samar                         | vjezd do obce Samar                                                             |
| 49                                                             | křižovatka bez názvu        | Jotvata                       | vjezd do obce Jotvata a přistávací ploše Jotvata                                |
| 54                                                             | křižovatka bez názvu        | Grofit                        | vjezd do obce Grofit                                                            |
| 58                                                             | křižovatka bez názvu        | Ketura                        | vjezd do obce Ketura                                                            |
| 60,5                                                           | křižovatka bez názvu        | Lotan                         | vjezd do obce Lotan                                                             |
| 61                                                             | křižovatka Ketura           | Ketura                        | Dálnice 40                                                                      |
| 73                                                             | křižovatka bez názvu        | Jahel                         | vjezd do obce Jahel                                                             |
| 98                                                             | křižovatka Menucha          | Be'er Menucha                 | Dálnice 13                                                                      |
| 98,7                                                           | křižovatka bez názvu        | Be'er Menucha                 | vjezd do Be'er Menucha                                                          |
| 106                                                            | křižovatka Paran            | Paran                         | vjezd do obce Paran                                                             |
| 120                                                            | křižovatka bez názvu        | Cukim                         | vjezd do obce Cukim                                                             |
| 131                                                            | křižovatka bez názvu        | Cofar                         | vjezd do obce Cofar                                                             |
| 135                                                            | křižovatka bez názvu        | Sapir                         | vjezd do obce Sapir                                                             |
| 135                                                            | křižovatka bez názvu        | Sapir                         | vjezd k přistávací ploše Sapir                                                  |
| 139                                                            | křižovatka bez názvu        | Ejn Jahav                     | vjezd do obce Ejn Jahav                                                         |
| 153                                                            | křižovatka bez názvu        | Chaceva                       | příjezd do obce Chaceva                                                         |
| 156                                                            | křižovatka bez názvu        | Ejn Chaceva                   | vjezd do obce Ejn Chaceva                                                       |
| 157                                                            | křižovatka Ejn Chaceva      | Ejn Chaceva                   | , vjezd do obce Ir Ovot                                                         |
| 179                                                            | křižovatka Arava            | Vádí al-Araba                 | Dálnice 25                                                                      |
| Úsek Mrtvé moře – údolí Jordánu (od jihu k severu)             |                             |                               |                                                                                 |
| 182                                                            | křižovatka bez názvu        | Ne'ot ha-Kikar                | vjezd do obce Ne'ot ha-Kikar                                                    |
| 185,3                                                          | křižovatka bez názvu        | Dead Sea Works                | jižní vjezd do průmyslového areálu Dead Sea Works                               |
| 187,3                                                          | křižovatka bez názvu        | Dead Sea Works                | severní vjezd do průmyslového areálu Dead Sea Works                             |
| 204                                                            | křižovatka Neve Zohar       | Neve Zohar                    | Dálnice 31                                                                      |
| 205                                                            | křižovatka bez názvu        | Neve Zohar                    | vjezd do obce Neve Zohar                                                        |
| 206                                                            | křižovatka bez názvu        | Neve Zohar                    | vjezd do hotelového areálu                                                      |
| 211                                                            | křižovatka bez názvu        | Ejn Bokek                     | vjezd do hotelového areálu Ejn Bokek                                            |
| 225                                                            | křižovatka Mecada           | Masada                        | vjezd k dolní stanici lanovky na Masadu                                         |
| 226,3                                                          | křižovatka bez názvu        | Masada                        | vjezd k přistávací dráze Bar Jehuda                                             |
| 236,2                                                          | křižovatka bez názvu        | Ejn Gedi (kibuc)              | vjezd do lázní Ejn Gedi                                                         |
| 240                                                            | křižovatka bez názvu        | Ejn Gedi (kibuc)              | vjezd do obce Ejn Gedi                                                          |
| 242                                                            | křižovatka bez názvu        | Ejn Gedi                      | vjezd do přírodní rezervace Ejn Gedi                                            |
| 244,9                                                          | Zelená linie                | Ejn Gedi                      | přejezd Zelené linie                                                            |
| 255                                                            | křižovatka Micpe Šalem      | Micpe Šalem                   | vjezd do obce Micpe Šalem                                                       |
| 258                                                            | křižovatka Mecukej Dragot   | Mecukej Dragot                | příjezd k Mecukej Dragot                                                        |
| 269                                                            | křižovatka bez názvu        | Avnat                         | vjezd do obce Avnat                                                             |
| 272                                                            | křižovatka bez názvu        | Ejn Feška                     | vjezd do Ejn Feška                                                              |
| 275                                                            | křižovatka bez názvu        | Kalija                        | vjezd do obce Kalija                                                            |
| 281                                                            | křižovatka Kalija           | Kalija                        | vjezd k severnímu břehu Mrtvého moře                                            |
| 284                                                            | křižovatka Bejt ha-Arava    | Bejt ha-Arava                 | Dálnice 1                                                                       |
| 284,7                                                          | křižovatka bez názvu        | Bejt ha-Arava                 | vjezd do obce Bejt ha-Arava                                                     |
| 285,4                                                          | křižovatka bez názvu        | Bejt ha-Arava                 | vjezd k sekretariátu obce Bejt ha-Arava                                         |
| 286,7                                                          | křižovatka bez názvu        | Dejr Chadžla                  | vjezd ke klášteru Dejr Chadžla                                                  |
| 287,2                                                          | křižovatka bez názvu        | Ejn Chogla                    | vjezd k Ejn Chogla                                                              |
| 293                                                            | křižovatka bez názvu        | Allenbyho most                | směr východ: vjezd na Allenbyho most, průjezd do Jordánska , směr západ:Jericho |
|                                                                | křižovatka bez názvu        | Nachal Eliša                  | vjezd do obce Nachal Eliša                                                      |
| 301                                                            | křižovatka bez názvu        | Na'ama                        | vjezd do obce Na'ama                                                            |
| 305                                                            | křižovatka bez názvu        | al-Audža                      | vjezd do obcí al-Audža a Jitav                                                  |
| 307,5                                                          | křižovatka bez názvu        | Niran                         | vjezd do obce Niran                                                             |
| 311                                                            | křižovatka bez názvu        | Gilgal, Netiv ha-Gdud         | vjezd do obcí Gilgal a Netiv ha-Gdud                                            |
| 313                                                            | křižovatka bez názvu        | Tomer                         | vjezd do obce Tomer                                                             |
| 313                                                            | křižovatka bez názvu        | al-Fasayil                    | vjezd do obce al-Fasayil                                                        |
| 316                                                            | křižovatka Peca'el          | Peca'el                       | , vjezd do obce Peca'el                                                         |
| 316,5                                                          | křižovatka bez názvu        | Peca'el                       |                                                                                 |
| 318                                                            | křižovatka bez názvu        | Jafit                         | vjezd do obce Jafit                                                             |
| 323                                                            | křižovatka bez názvu        | Šlomcijon                     | vjezd do regionálního centra Šlomcijon                                          |
| 324                                                            | křižovatka Masu'a           | Masu'a                        | vjezd do obce Masu'a                                                            |
| 327                                                            | křižovatka Adam             | Most Adam                     | , most Adam                                                                     |
| 333                                                            | křižovatka bez názvu        | Argaman                       | vjezd do obce Argaman                                                           |
| 335                                                            | křižovatka bez názvu        | az-Zubaidat                   | vjezd do obce az-Zubaidat                                                       |
| 336,5                                                          | křižovatka bez názvu        | Marj Na'je                    | vjezd do obce Marj Na'je                                                        |
|                                                                | křižovatka bez názvu        | Bitronot                      | vjezd do Bitronot                                                               |
| 355                                                            | křižovatka bez názvu        | Šadmot Mechola                | vjezd do obce Šadmot Mechola                                                    |
| 359                                                            | křižovatka bez názvu        | Mechola                       | vjezd do obce Mechola                                                           |
| 360                                                            | křižovatka Mechola          | Mechola                       | Silnice 578                                                                     |
| 360,9                                                          | křižovatka bez názvu        | Ein al-Beida                  | vjezd do obcí Ein al-Beida a Tel al-Shamsiya                                    |
| 361,2                                                          | křižovatka bez názvu        | Bardala                       | vjezd do obce Bardala                                                           |
| 363,4                                                          | Zelená linie                | Bardala                       | přejezd Zelené linie                                                            |
| Úsek údolí Jordánu – Galilejské jezero (od jihu k severu)      |                             |                               |                                                                                 |
| 367                                                            | křižovatka bez názvu        | Sdej Trumot                   | , vjezd do pohoří Gilboa                                                        |
| 369                                                            | křižovatka bez názvu        | Jišuvej Bikura                | vjezd k obcím v bloku Jišuvej Bikura (Sdej Trumot, Tel Te'omim)                 |
| 370                                                            | křižovatka bez názvu        | Rechov                        | vjezd do obce Rechov                                                            |
| 373                                                            | křižovatka Šluchot          | Šluchot                       | , vjezd do obce Šluchot                                                         |
| 373                                                            | křižovatka ha-Naciv         | Ejn ha-Naciv                  | vjezd do obce Ejn ha-Naciv, místní silnice 6678                                 |
| 376                                                            | křižovatka bez názvu        | Bejt Še'an                    | vjezd do centra města Bejt Še'an, místní silnice 7079                           |
| 379                                                            | křižovatka Še'an            | Bejt Še'an                    | , směr východ: příjezd k hraničnímu přechodu Jordán , směr západ: Afula         |
| 380                                                            | křižovatka bez názvu        | Chamadja                      | vjezd do obce Chamadja                                                          |
| 386                                                            | křižovatka bez názvu        | Bejt Josef, Jardena           | vjezd do obcí Bejt Josef a Jardena                                              |
| 389                                                            | křižovatka bez názvu        | Neve Ur                       | vjezd do obce Neve Ur                                                           |
| 391                                                            | křižovatka Kochav ha-Jarden | Neve Ur                       | Silnice 717                                                                     |
| 393,5                                                          | křižovatka bez názvu        | Gešer                         | vjezd do obce Gešer                                                             |
| 398                                                            | křižovatka bez názvu        | Menachemja                    | vjezd do obce Menachemja, místní silnice 7718                                   |
| 399                                                            | křižovatka bez názvu        | Ašdot Ja'akov Ichud           | vjezd do obce Ašdot Ja'akov Ichud                                               |
| 400                                                            | křižovatka bez názvu        | Ašdot Ja'akov Me'uchad        | vjezd do obce Ašdot Ja'akov Me'uchad                                            |
| 401,5                                                          | křižovatka bez názvu        | Afikim                        | vjezd do obce Afikim                                                            |
| 402                                                            | křižovatka bez názvu        | Masada                        | vjezd do obcí Masada a Ša'ar ha-Golan, místní silnice 7589                      |
| 402,5                                                          | křižovatka bez názvu        | Bejt Zera                     | vjezd do obce Bejt Zera, místní silnice 7579                                    |
| 404                                                            | křižovatka Cemach           | Cemach                        | , správní komplex Cemach                                                        |
| 405                                                            | křižovatka bez názvu        | Deganja Alef                  | vjezd do obce Deganja Alef                                                      |
| 406                                                            | křižovatka bez názvu        | Kvucat Kineret                | vjezd do obce Kvucat Kineret a ke křestnímu místu u řeky Jordán                 |
| 406                                                            | křižovatka bez názvu        | Kvucat Kineret                | vjezd do obce Kvucat Kineret                                                    |
| 407                                                            | křižovatka Kineret          | mošava Kineret                | , vjezd do mošavy Kineret                                                       |
| 410                                                            | křižovatka ha-Aksanija      | Tiberias                      | místní silnice 7677                                                             |
| 416                                                            | křižovatka bez názvu        | Tiberias                      | centrum města Tiberias                                                          |
| 421                                                            | křižovatka Migdal           | Migdal                        | Silnice 807                                                                     |
| 422                                                            | křižovatka bez názvu        | Migdal                        | vjezd do obce Migdal                                                            |
| 423,5                                                          | křižovatka bez názvu        | Ginosar                       | vjezd do obce Ginosar                                                           |
| 426                                                            | křižovatka bez názvu        | Ginosar                       | místní silnice 8077                                                             |
| 426.5                                                          | křižovatka bez názvu        | Ginosar                       | vjezd k areálu Karej Deša                                                       |
| 428                                                            | křižovatka Kfar Nachum      | Tabgha                        | Dálnice 87                                                                      |
| Úsek Galilejské jezero – libanonská hranice (od jihu k severu) |                             |                               |                                                                                 |
| 434                                                            | křižovatka Korazim          | Korazim                       | vjezd do obce Korazim                                                           |
| 435                                                            | křižovatka Ami'ad           | Korazim                       | Dálnice 85                                                                      |
| 437                                                            | křižovatka bez názvu        | Ami'ad                        | vjezd do obce Ami'ad                                                            |
| 439                                                            | křižovatka bez názvu        | Elifelet                      | vjezd do obce Elifelet                                                          |
| 440                                                            | křižovatka Elifelet         | Elifelet                      | Dálnice 89                                                                      |
| 442                                                            | křižovatka Roš Pina         | Roš Pina                      | vjezd do města Roš Pina, místní silnice 8900                                    |
| 442                                                            | křižovatka bez názvu        | Roš Pina                      | Roš Pina, křižovatka s ulicí Derech ha-Galil, místní silnice 8677               |
| 443                                                            | křižovatka bez názvu        | Chacor ha-Glilit              | vjezd do města Chacor ha-Glilit, ulice Derech ha-Banim                          |
| 444                                                            | křižovatka Machanajim       | Machanajim                    | , vjezd do obce Machanajim                                                      |
| 446                                                            | křižovatka bez názvu        | Ajelet ha-Šachar              | jižní vjezd do obce Ajelet ha-Šachar                                            |
| 450                                                            | křižovatka bez názvu        | Ajelet ha-Šachar              | severní vjezd do obce Ajelet ha-Šachar                                          |
| 452                                                            | křižovatka Jesud ha-Ma'ala  | Sde Eli'ezer, Jesud ha-Ma'ala | vjezd do obcí Jesud ha-Ma'ala a Sde Eli'ezer, místní silnice 9119               |
| 461                                                            | křižovatka Ko'ach           | Mecudat Ko'ach                | Silnice 899                                                                     |
| 466                                                            | křižovatka Gome             | Ne'ot Mordechaj               | centrum služeb Gome, vjezd do obce Ne'ot Mordechaj                              |
| 471                                                            | křižovatka bez názvu        | Kirjat Šmona                  | vjezd do města Kirjat Šmona, ulice Henrietta Szold, místní silnice 9779         |
| 473                                                            | křižovatka ha-Mecudot       | Kirjat Šmona                  | vjezd do města Kirjat Šmona                                                     |
| 475                                                            | křižovatka bez názvu        | Kfar Gil'adi                  | vjezd do obce Kfar Gil'adi a do areálu Tel Chaj, místní silnice 9977            |
| 476                                                            | křižovatka bez názvu        | Juval                         | vjezd do obce Juval                                                             |
| 481                                                            | křižovatka bez názvu        | Metula                        | město Metula, hranice s Libanonem                                               |
| 482                                                            | hraniční přechod Metula     | Metula                        | uzavřen,                                                                        |